# Drukarka stałoatramentowa

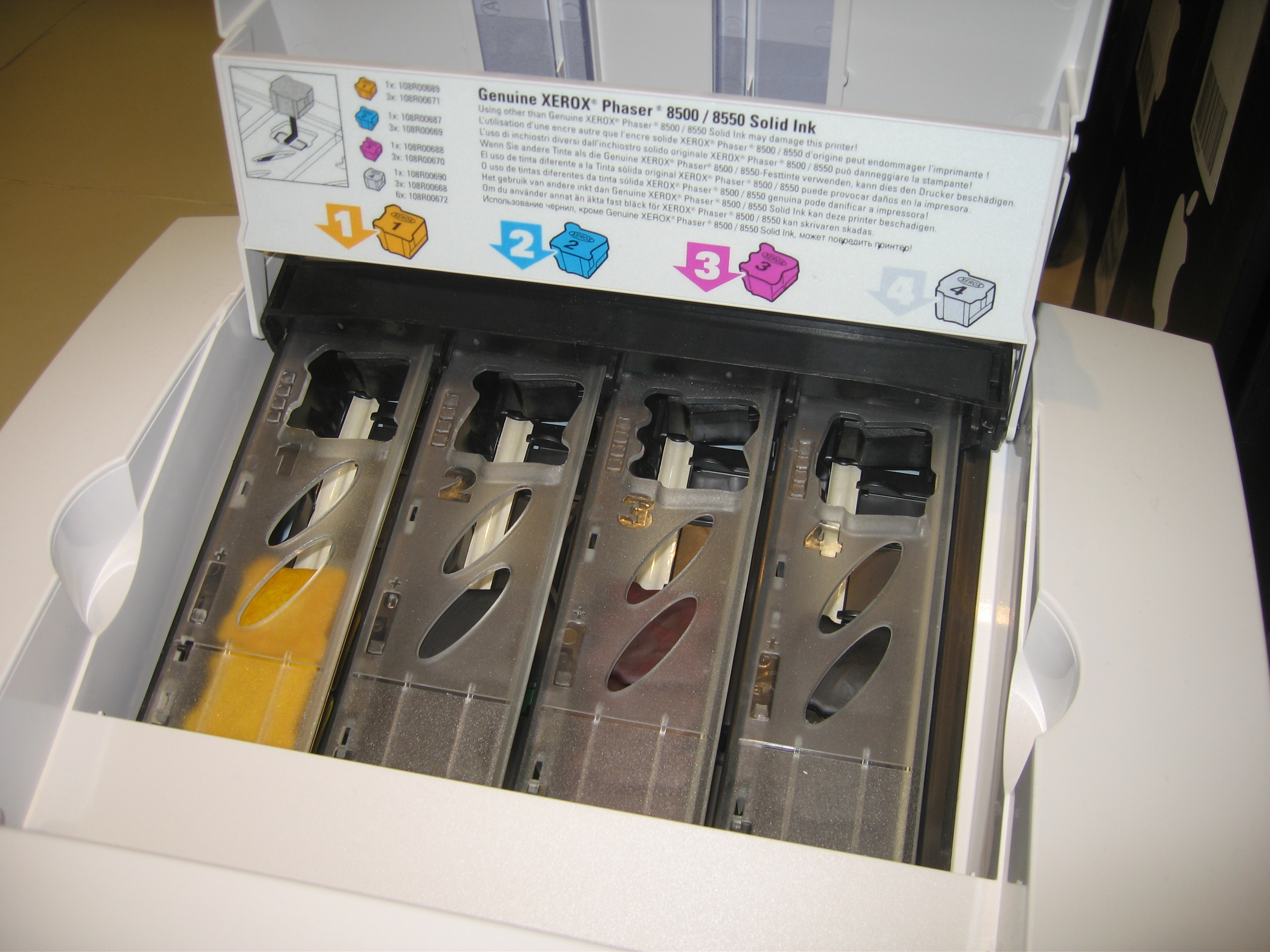
Podajnik stałego atramentu w drukarce Xerox Phaser 8500

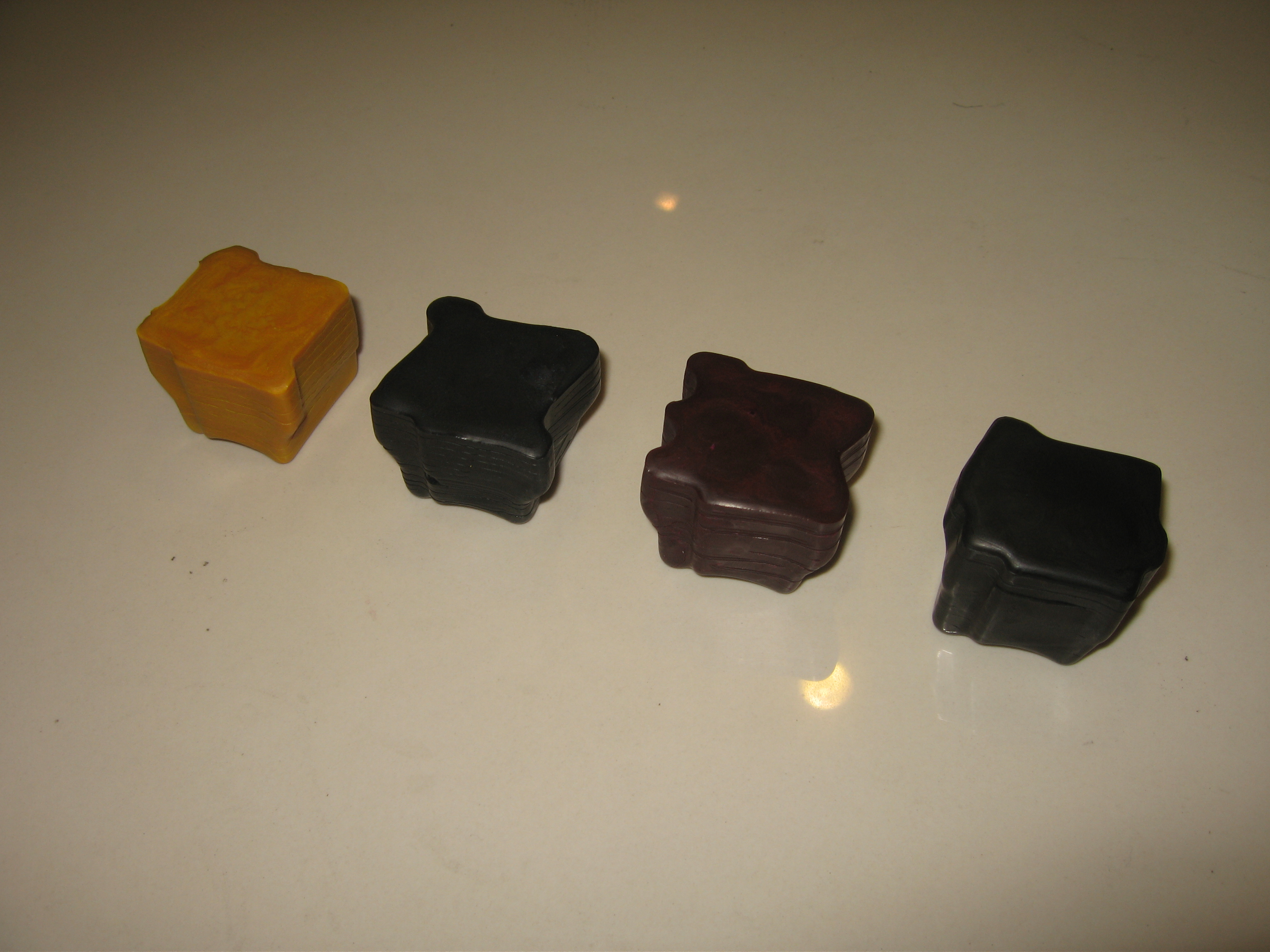
Kostki stałego atramentu firmy Xerox w barwach CMYK

Drukarka stałoatramentowa – typ drukarki wykorzystujący do druku tusz w postaci ciała stałego, który przed wydrukiem jest topiony termicznie i w stanie ciekłym nanoszony na nośnik.
Drukarka składa się z trzech głównych zespołów: układu sterującego, głowicy (nanosi atrament na bęben drukujący) i bębna transferowego (nanosi obraz powstały na bębnie na nośnik). Produkowane są również drukarki nieposiadające bębna transferowego, w której głowica drukuje bezpośrednio na nośniku.
Wydruki charakteryzują się lepszą jakością niż w popularnych drukarkach atramentowych i laserowych. Największą wadą wydruków tego typu drukarki jest ich niska wytrzymałość mechaniczna. Technologia stałego atramentu została opracowana w 1991 r. przez firmę Tektronix i od tamtej pory jej popularność wzrasta, lecz niskie ceny drukarek atramentowych powodują, że to one dominują na rynku.

## Stały atrament
Stały atrament oparty jest na żywicy, dzięki czemu jest bezpieczny w użyciu i nie jest toksyczny. Występuje w postaci różnokolorowych kostek, które wkłada się do odpowiednich pojemników w drukarce. Jest to bardzo wygodne rozwiązanie, dzięki któremu napełnianie jest bardzo proste i niewymagające specjalistycznej wiedzy.

## Zalety
- znakomite krycie,
- bardzo dobra wierność barw,
- duża szybkość wydruku,
- prostota obsługi,
- całkowita odporność wydruków na wilgoć i ultrafiolet,
- brak odpadów.

## Wady
- niska wytrzymałość mechaniczna wydruków
- atrament łatwo ulega analizie termicznej

## Porównanie stałego atramentu z drukiem laserowym i atramentowym
- Bardziej jednolita jakość wydruku na każdej stronie, na każdym materiale
- Łatwiejszy w użyciu bez wkładów do załadowywania i wyładowywania, bez zabrudzenia
- Mniej odpadów bez wkładów do wyrzucania, znacznie mniej opakowania
- Eliminacja zwijania i fałdowania papieru, często występujących w drukarkach atramentowych i laserowych
- Mniej części więc mniej awarii
- Szybszy proces niż w technologii atramentowej
- Niekonieczny specjalny papier, jak to jest wymagane dla drukarek atramentowych
- Szersza gama kolorów przy użyciu stałego atramentu, niż przy większości kolorowych urządzeń laserowych

## Wpływ na środowisko naturalne
- Mniej odpadów niż przy drukarkach laserowych; bez wkładów i z mniejszą ilością opakowań, które zapełniają wysypiska
- Nietoksyczny atrament jest bezpieczny w dotyku, nawet w przypadku małych dzieci
- Papier makulaturowy każdego rodzaju może być stosowany i wyniki będą takiej samej wysokiej jakości